# Nagaden Nagano-Linie
| Schnellzug Yukemuri auf der Yomasegawa-Brücke |                   |                             |                      |
| |                   |                             |                      |
| Streckenlänge: | 33,2 km           |                             |                      |
| Spurweite: | 1067 mm (Kapspur) |                             |                      |
| Stromsystem: | 1500 V =          |                             |                      |
| Maximale Neigung: | 40 ‰              |                             |                      |
| Streckengeschwindigkeit: | 90 km/h           |                             |                      |
| Zweigleisigkeit: | Nagano – Asahi    |                             |                      |
| |                   |                             |                      |
| Gesellschaft: | Nagano Dentetsu   |                             |                      |
| \| \| 0.0 \| Nagano (長野) \| 1926/1981– \| \| \| \| Nishikichō (錦町) \| 1926–1981 \| \| \| 0.4 \| Shiyakusho-mae (市役所前) \| 1981– \| \| \| \| Midorichō (緑町) \| 1928–1945 \| \| \| 1.0 \| Gondō (権堂) \| 1926/1981– \| \| \| 1.6 \| Zenkōjishita (善光寺下) \| 1926/1981– \| \| \| \| unterirdisch ab 1981 \| \| \| \| \| \| \| \| \| 2.7 \| Hongō (本郷) \| 1926– \| \| \| 3.6 \| Kirihara (桐原) \| 1926– \| \| \| 4.3 \| Shinano-Yoshida (信濃吉田) \| 1926– \| \| \| \| Hokuriku-Shinkansen \| 1997– \| \| \| \| Kita-Shinano-Linie \| 1898– \| \| \| 6.3 \| Asahi (朝陽) \| 1926– \| \| \| 7.0 \| Fuzokuchūgakkō-mae \| Fuzokuchūgakkō-mae \| \| \| \| (附属中学前) \| 1985– \| \| \| 8.0 \| Yanagihara (柳原) \| 1926– \| \| \| \| Shinano-gawa \| \| \| \| 10.0 \| Murayama (村山) \| 1926– \| \| \| \| Jōshin’etsu-Autobahn \| \| \| \| 11.0 \| Hino (日野) \| 1926– \| \| \| \| Nagaden Yashiro-Linie \| 1922–2012 \| \| \| 12.5 \| Suzaka (須坂) \| 1922– \| \| \| 15.0 \| Kita-Suzaka (北須坂) \| 1923– \| \| \| \| Matsu-kawa \| \| \| \| 17.5 \| Obuse (小布施) \| 1923– \| \| \| 18.6 \| Tsusumi (都住) \| 1928– \| \| \| 21.3 \| Sakurazawa (桜沢) \| 1949– \| \| \| 23.3 \| Entoku (延徳) \| 1923– \| \| \| 25.6 \| Shinshū-Nakano (信州中野) \| 1923– \| \| \| \| Nagaden Kijima-Linie \| 1925–2002 \| \| \| 27.0 \| Nakano-Matsukawa (中野松川) \| 1927– \| \| \| 29.3 \| Shinano-Takehara (信濃竹原) \| 1927– \| \| \| \| Yomase-gawa \| \| \| \| 30.4 \| Yomase (夜間瀬) \| 1927– \| \| \| 31.8 \| Kamijō (上条) \| 1927– \| \| \| 33.2 \| Yudanaka (湯田中) \| 1927– \| |                   |                             |                      |
| Kopfbahnhof Streckenanfang (im Tunnel) · Kopfbahnhof Streckenanfang (Strecke außer Betrieb) | 0.0               | Nagano (長野)               | 1926/1981–           |
| Strecke (im Tunnel) · Haltepunkt / Haltestelle (Strecke außer Betrieb) |                   | Nishikichō (錦町)           | 1926–1981            |
| Haltepunkt / Haltestelle (im Tunnel) · Strecke (außer Betrieb) | 0.4               | Shiyakusho-mae (市役所前)   | 1981–                |
| Strecke (im Tunnel) · Haltepunkt / Haltestelle (Strecke außer Betrieb) |                   | Midorichō (緑町)            | 1928–1945            |
| Haltepunkt / Haltestelle (im Tunnel) · Haltepunkt / Haltestelle (Strecke außer Betrieb) | 1.0               | Gondō (権堂)                | 1926/1981–           |
| Haltepunkt / Haltestelle (im Tunnel) · Haltepunkt / Haltestelle (Strecke außer Betrieb) | 1.6               | Zenkōjishita (善光寺下)     | 1926/1981–           |
| Tunnelende · Strecke (außer Betrieb) |                   | unterirdisch ab 1981        | unterirdisch ab 1981 |
| |                   |                             |                      |
| Haltepunkt / Haltestelle | 2.7               | Hongō (本郷)                | 1926–                |
| Haltepunkt / Haltestelle | 3.6               | Kirihara (桐原)             | 1926–                |
| Haltepunkt / Haltestelle | 4.3               | Shinano-Yoshida (信濃吉田)  | 1926–                |
| Kreuzung geradeaus unten |                   | Hokuriku-Shinkansen         | 1997–                |
| Kreuzung geradeaus oben |                   | Kita-Shinano-Linie          | 1898–                |
| Bahnhof | 6.3               | Asahi (朝陽)                | 1926–                |
| Haltepunkt / Haltestelle | 7.0               | Fuzokuchūgakkō-mae          | Fuzokuchūgakkō-mae   |
| Strecke |                   | (附属中学前)                | 1985–                |
| Bahnhof | 8.0               | Yanagihara (柳原)           | 1926–                |
| Brücke über Wasserlauf |                   | Shinano-gawa                | Shinano-gawa         |
| Bahnhof | 10.0              | Murayama (村山)             | 1926–                |
| Strecke mit Straßenbrücke |                   | Jōshin’etsu-Autobahn        | Jōshin’etsu-Autobahn |
| Haltepunkt / Haltestelle | 11.0              | Hino (日野)                 | 1926–                |
| Abzweig geradeaus und ehemals von rechts |                   | Nagaden Yashiro-Linie       | 1922–2012            |
| Bahnhof | 12.5              | Suzaka (須坂)               | 1922–                |
| Bahnhof | 15.0              | Kita-Suzaka (北須坂)        | 1923–                |
| Brücke über Wasserlauf |                   | Matsu-kawa                  | Matsu-kawa           |
| Bahnhof | 17.5              | Obuse (小布施)              | 1923–                |
| Haltepunkt / Haltestelle | 18.6              | Tsusumi (都住)              | 1928–                |
| Bahnhof | 21.3              | Sakurazawa (桜沢)           | 1949–                |
| Haltepunkt / Haltestelle | 23.3              | Entoku (延徳)               | 1923–                |
| Bahnhof | 25.6              | Shinshū-Nakano (信州中野)   | 1923–                |
| Abzweig geradeaus und ehemals nach links |                   | Nagaden Kijima-Linie        | 1925–2002            |
| Haltepunkt / Haltestelle | 27.0              | Nakano-Matsukawa (中野松川) | 1927–                |
| Bahnhof | 29.3              | Shinano-Takehara (信濃竹原) | 1927–                |
| Brücke über Wasserlauf |                   | Yomase-gawa                 | Yomase-gawa          |
| Haltepunkt / Haltestelle | 30.4              | Yomase (夜間瀬)             | 1927–                |
| Haltepunkt / Haltestelle | 31.8              | Kamijō (上条)               | 1927–                |
| Kopfbahnhof Streckenende | 33.2              | Yudanaka (湯田中)           | 1927–                |

Die Nagaden Nagano-Linie (jap. 長電長野線 Nagaden Nagano-sen) ist eine Eisenbahnstrecke auf der japanischen Insel Honshū, die von der Bahngesellschaft Nagano Dentetsu (Nagaden) betrieben wird. In der Präfektur Nagano verbindet sie die Großstadt Nagano mit Suzaka und dem Rand der Shiga-Hochebene.

## Streckenbeschreibung
Die in Kapspur (1067 mm) verlegte Strecke ist 33,2 km lang und mit 1500 V Gleichspannung elektrifiziert. Es werden 24 Bahnhöfe bedient; die maximale Neigung beträgt 40 Promille, die Höchstgeschwindigkeit 90 km/h. Westlicher Ausgangspunkt ist der Bahnhof Nagano, wo auf die Hokuriku-Shinkansen und fünf weitere Strecken umgestiegen werden kann. Dort beginnt die Nagano-Linie in einem Tunnelbahnhof. Der nordwärts verlaufende Tunnel unter dem Nagano-Boulevard in der die Innenstadt besitzt drei weitere Bahnhöfe in relativ kurzem Abstand: Shiyakusho-mae (beim Rathaus), Gondō und Zenkōjishita (in der Nähe des Tempels Zenkō-ji). Der Tunnel endet nach knapp zwei Kilometern und die Strecke wendet sich Osten, wobei sie die Trasse der Hokuriku-Shinkansen und der Kita-Shinano-Linie unterquert. Unmittelbar darauf endet in Asahi der zweigleisige Abschnitt, der Rest der Strecke ist ab hier eingleisig.
Auf der Murayama-Brücke, einer kombinierten Bahn- und Straßenbrücke von 838 m Länge, wird der Fluss Chikuma überquert. Kurz vor dem Bahnhof Suzaka, dem betrieblichen Mittelpunkt mit Depot, biegt die Strecke nach Norden ab, worauf sie die Städte Obuse und Nakano durchquert. Nach dem Bahnhof Shinano-Takehara biegt sie ins Yomase-Tal ein und befährt in südöstlicher Richtung einen 30 bis 40 Promille steilen Steigungsabschnitt. Der Endbahnhof Yudanaka gilt als Tor zur Shiga-Hochebene.
Bis 2002 umfasste die Nagano-Linie nur den Abschnitt Nagano–Suzaka. Das Teilstück zwischen Suzaka und Shinshū-Nakano gehörte früher zur Katō-Linie (mit der daran anschließenden Kijima-Linie), während das Teilstück zwischen Shinshū-Nakano und Yudanaka die Bezeichnung Yamanouchi-Linie trug.

## Zugangebot
Zwischen den Bahnhöfen Nagano und Shinshū-Nakano fahren stündlich je nach Tageszeit zwei oder drei Nahverkehrszüge, wobei einzelne von ihnen bereits in Suzaka wenden. Der Abschnitt zwischen Shinshū-Nakano und Yudanaka wird ein- bis zweimal stündlich von Nahverkehrszügen befahren. Alle Züge fahren im Einmannbetrieb. Aufgrund technischer Einschränkungen beim Rollmaterial gibt es keine durchgehenden Nahverkehrszüge von Nagano nach Yudanaka, es muss zwingend in Shinshū-Nakano umgestiegen werden. Mehrmals täglich fahren zuschlagspflichtige Eilzüge der Gattungen A Limited Express, B Limited Expres und S Limited Express, die umsteigefrei Nagano mit Yudanaka verbinden. Sie unterscheiden sich in der Anzahl der bedienten Zwischenbahnhöfe. Der S Limited Express, der zusätzlichen Komfort bietet, fährt nur an Wochenenden und Feiertagen. Hinzu kommen je nach Saison Ausflugszüge für Touristen, die einem bestimmten Thema gewidmet sind.

## Bilder

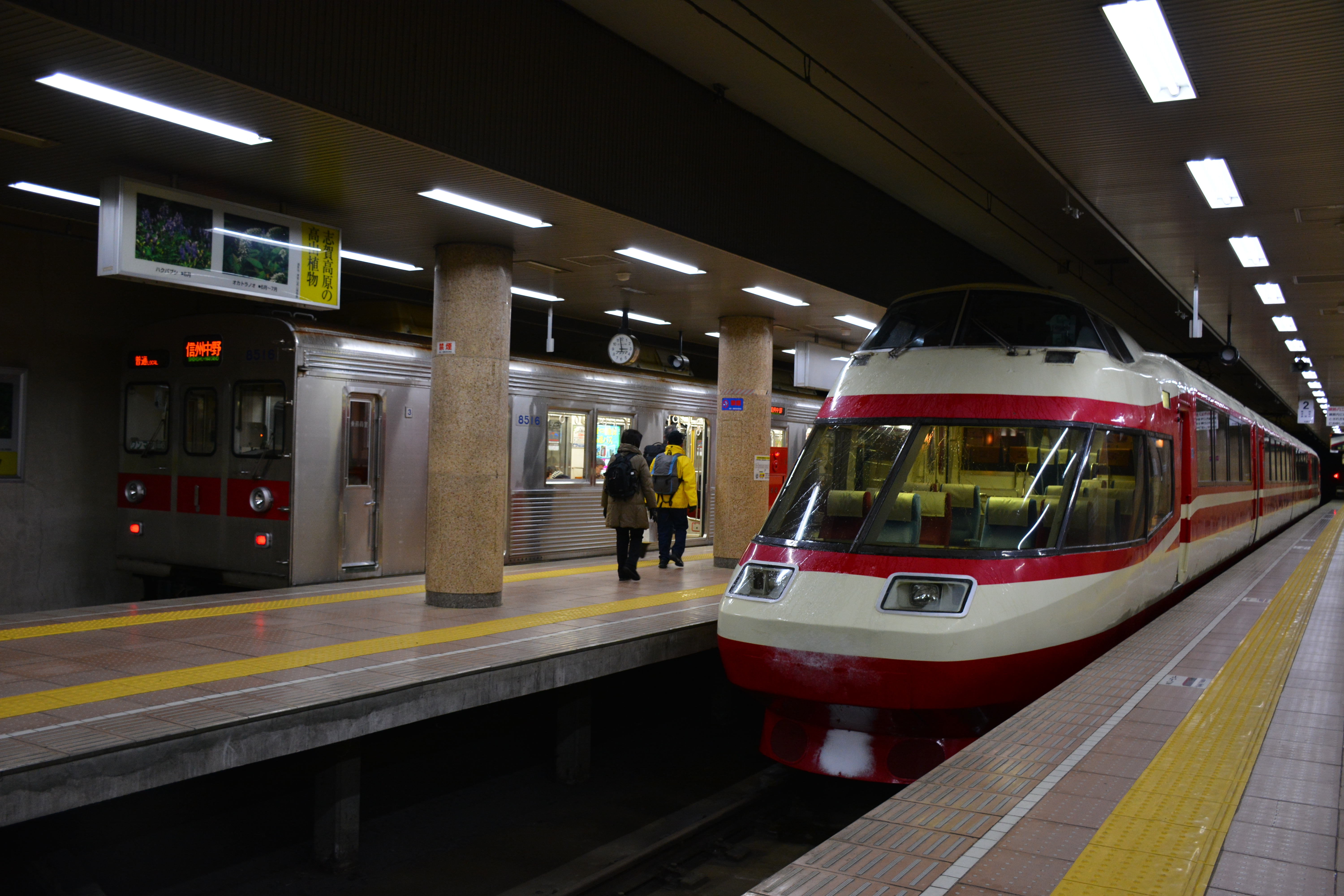
Tunnelbahnhof Nagano
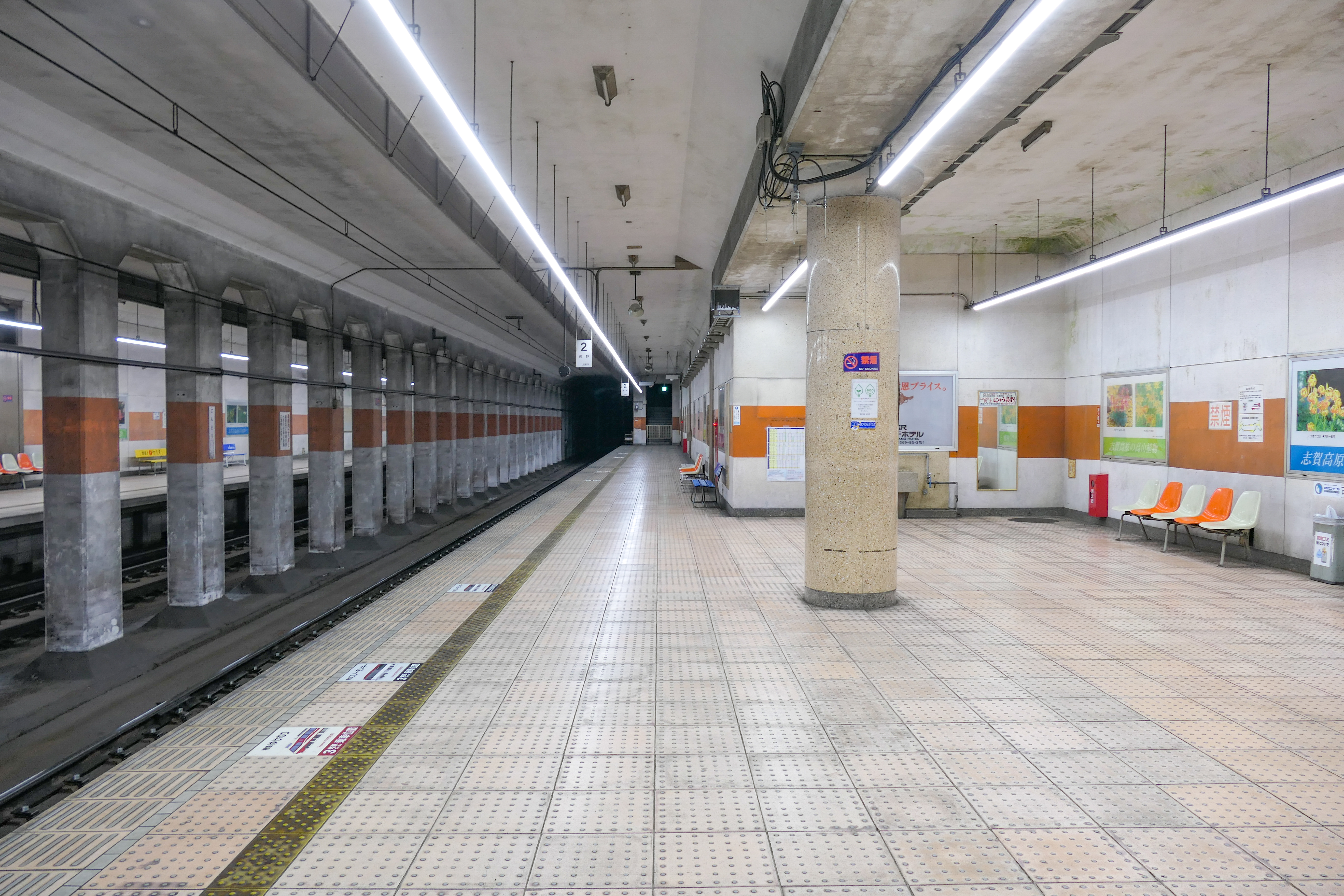
Tunnelbahnhof Gondō
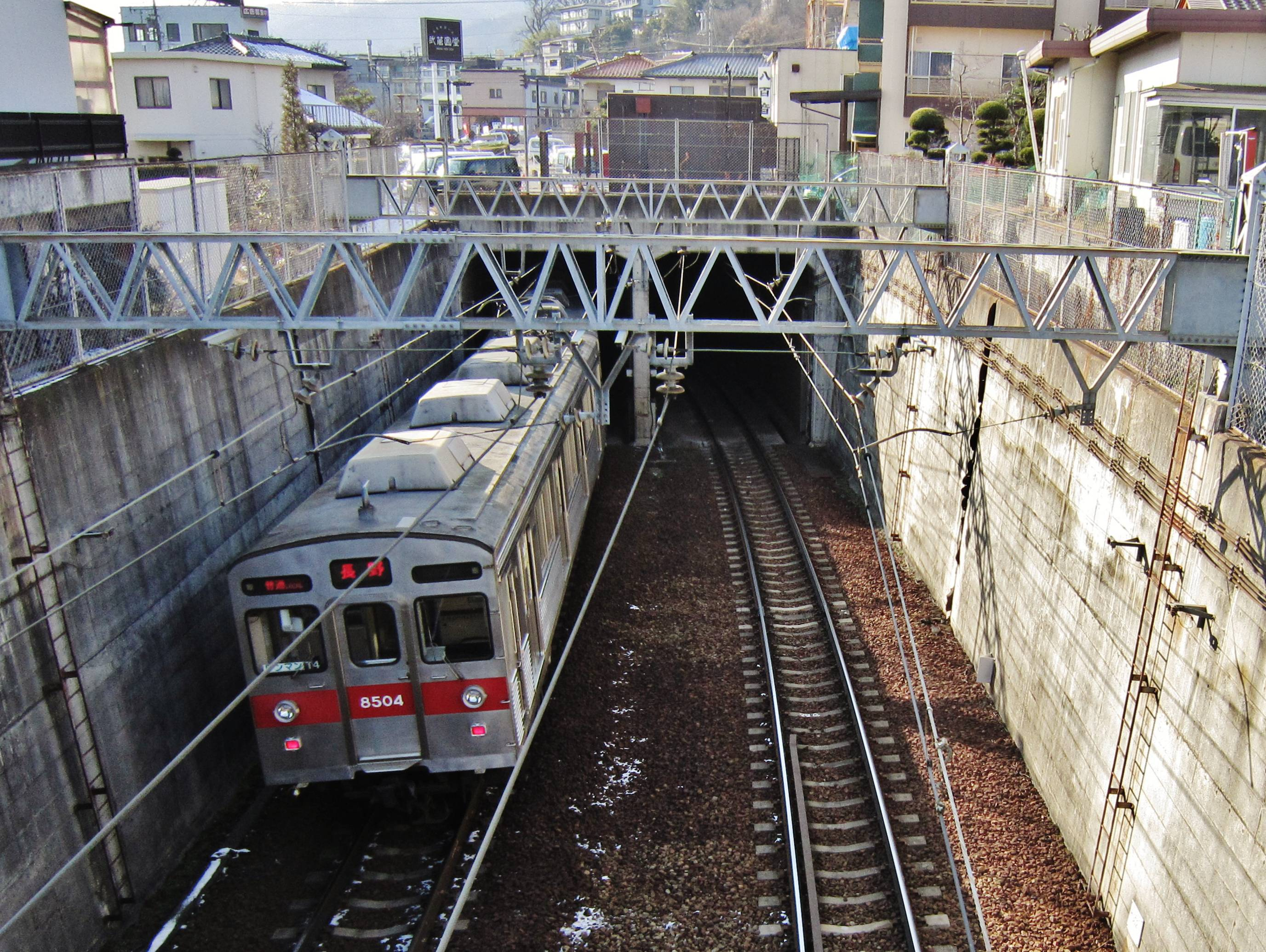
Beginn der Tunnelstrecke in Nagano
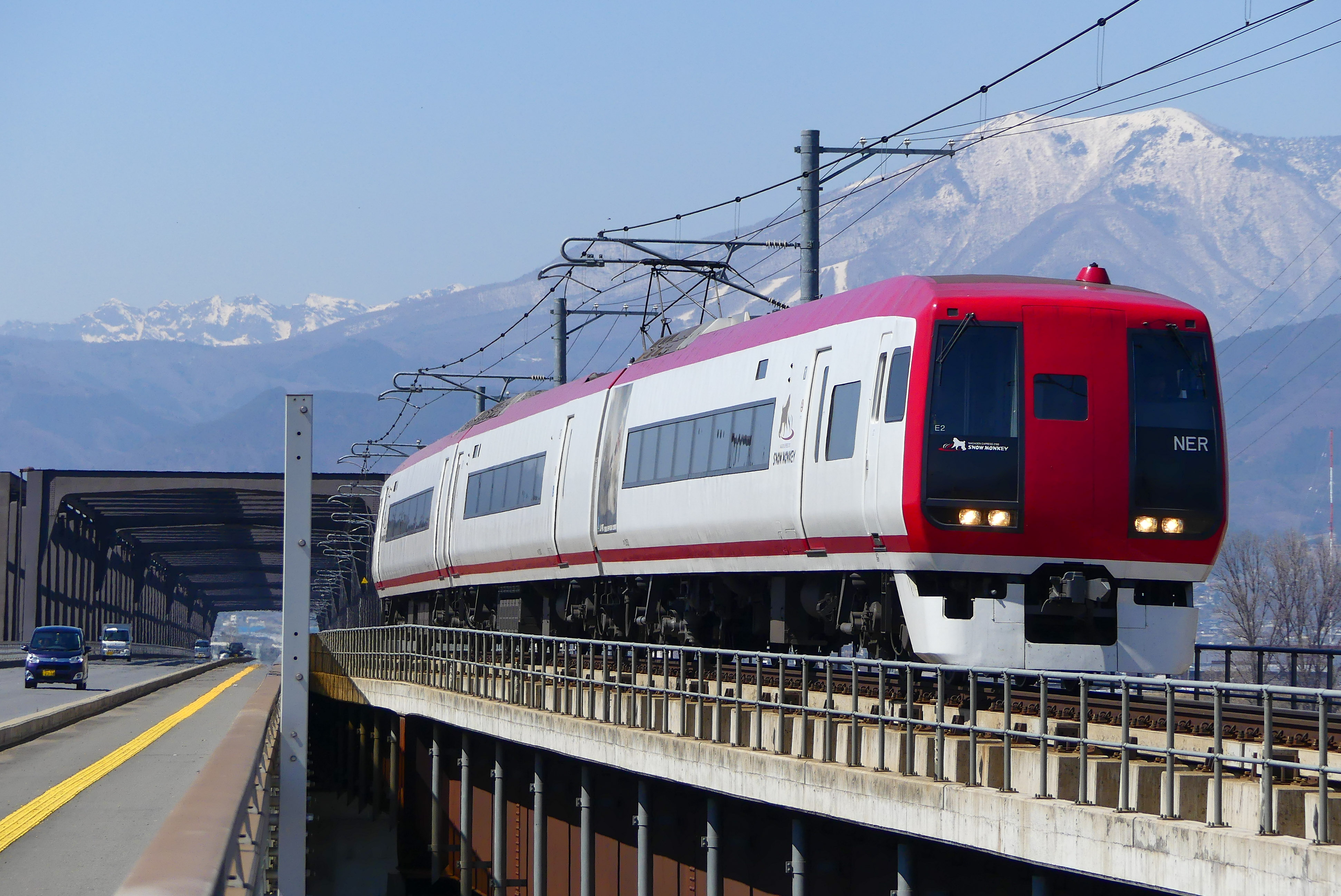
Triebzug der Baureihe 2100 auf der Murayama-Brücke
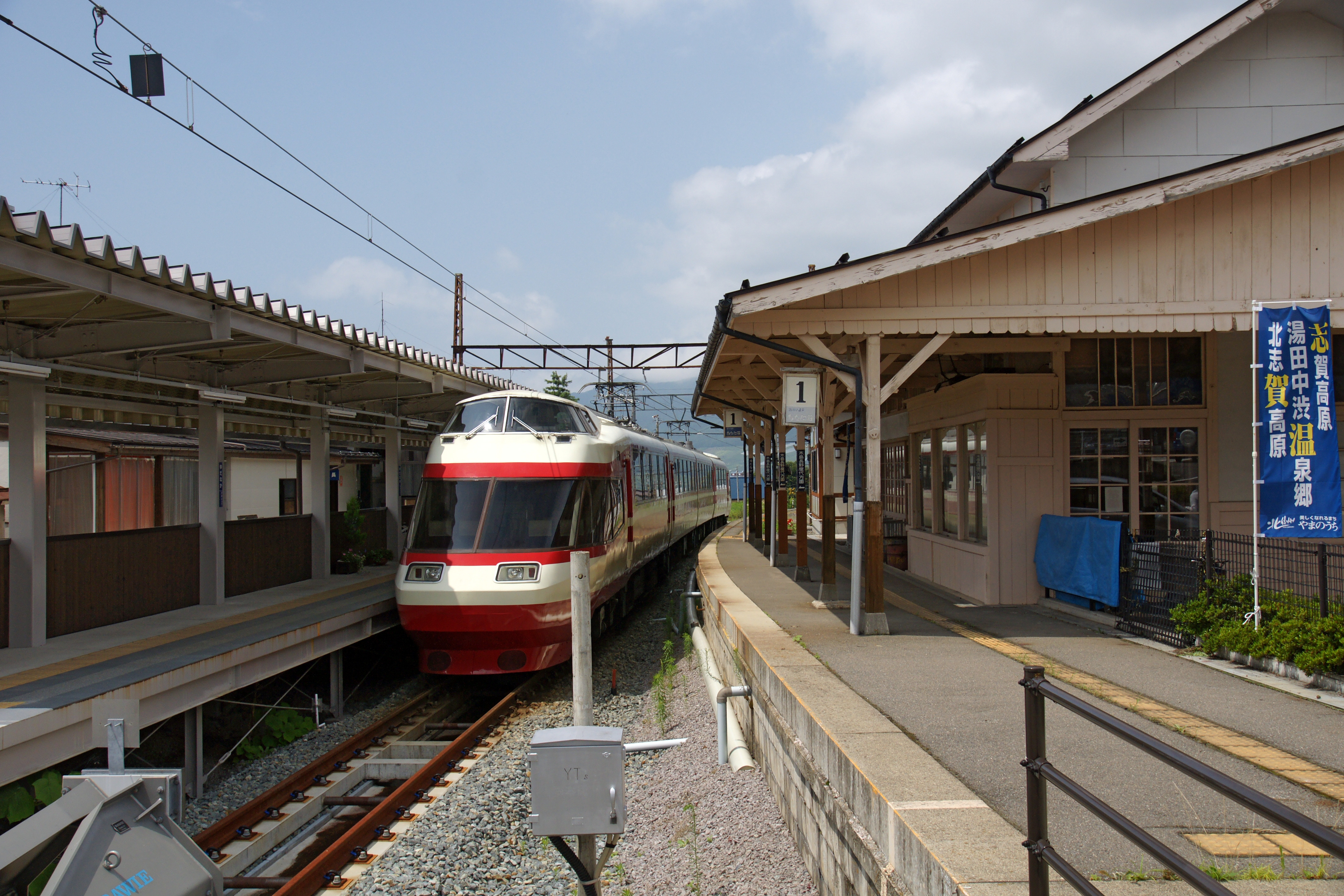
Bahnhof Yudanaka

## Geschichte
Die Bahngesellschaft Saku Tetsudō, die Betreiberin der Koumi-Linie, plante in den 1910er Jahren eine Bahnstrecke, die von Kōfu in der Präfektur Yamanashi bis nach Nagaoka in der Präfektur Niigata reichen sollte. Zusammen mit der heutigen Minobu-Linie sollte dadurch eine gebirgsquerende Verbindung durch die zentralen Japanischen Alpen entstehen. Als Folge der Rezession nach dem Ende des Ersten Weltkriegs konnte dieses Vorhaben jedoch nie verwirklicht werden. Am 30. Mai 1920 erfolgte die Gründung der Katō Tetsudō, die im September desselben Jahres von der Saku Tetsudō einen Teil der Konzession für die Ostseite des Chikuma-Tals übernahm. Dabei handelte es sich um die Verbindung von Yashiro über Suzaka und Shinshū-Nakano nach Kijima, zusammenfassend als Katō-Linie bekannt. Der heute zur Nagano-Linie zählende Abschnitt zwischen Suzaka und Shinshū-Nakano wurde am 26. März 1923 eröffnet. Zuerst noch mit Dampflokomotiven betrieben, erfolgte bereits am 29. Januar 1926 die Elektrifizierung.
Am 25. November 1923 gründete sich die Bahngesellschaft Nagano Denki Tetsudō, die eine Verbindung zwischen der Präfekturhauptstadt Nagano auf der westlichen Talseite und der Katō-Linie anstrebte (das Kernstück der Nagano-Linie). Sie nahm am 28. Juni 1926 zunächst den Abschnitt zwischen Gondō und Suzaka in Betrieb, der von Anfang elektrifiziert und bis Shinano-Yoshida zweigleisig ausgebaut war. Am 30. September desselben Jahres fusionierten beide Unternehmen zur Nagano Dentetsu (kurz Nagaden). Diese eröffnete am 28. April 1927 das als Yamanouchi-Linie bezeichnete Teilstück zwischen Shinshū-Nakano und Yudanaka. Das zweigleisige Teilstück zwischen Gondō und dem Bahnhof Nagano kam am 24. Juni 1928 hinzu, womit der Streckenbau abgeschlossen war.
Am 15. Mai 1956 dehnte die Nagaden den zweispurigen Streckenteil von Shinano-Yoshida um zwei Kilometer nach Asahi aus, so dass dieser nun fast bis zum Stadtrand reichte. Mit dem Fahrplanwechsel vom 15. März 1957 begann der Einsatz von Eilzügen, die vor allem auf den touristischen Verkehr nach Yudanaka ausgerichtet waren. Am 1. September 1970 wurde der Güterverkehr zwischen Nagano und Suzaka eingestellt, am 1. April 1979 auch auf der restlichen Strecke. Um einen reibungslosen Verkehr durch die Innenstadt zu ermöglichen und um zahlreiche niveaugleiche Bahnübergänge aufheben zu können, verlegte die Nagaden das Teilstück Nagano–Hongō in einen zwei Kilometer langen Tunnel mit vier Tunnelbahnhöfen. Dessen Eröffnung fand am 1. März 1981 statt. Die Nagano-Linie, die Katō-Linie zwischen Suzaka und Shinshū-Nakano sowie die Yamanouchi-Linie nach Yudanaka wurden offiziell zur Nagano-Linie zusammengelegt.
Die 1926 eröffnete Murayama-Brücke über den Chikuma, eine kombinierte Straßen- und Bahnbrücke, näherte sich nach sieben Jahrzehnten dem Ende ihrer Lebensdauer. Sie hatte den Nachteil, sehr eng zu sein: So war es für Lastwagen schwer schwierig, sich zu kreuzen; für Fußgänger war sie unpassierbar. Die Arbeiten an einer Ersatzbrücke rund 15 Meter flussaufwärts begannen 1998 und umfassten mehrere Bauetappen. Die neue Brücke war nach elf Jahren fertiggestellt und ging am 9. November 2009 in Betrieb. Zwar wird auch sie von Straßen- und Schienenverkehr geteilt, doch die Platzverhältnisse sind viel großzügiger dimensioniert, und es gibt neu auch Fuß- und Radwege.

## Liste der Bahnhöfe
A = A Limited Express; B = B Limited Express; S = S Limited Express 

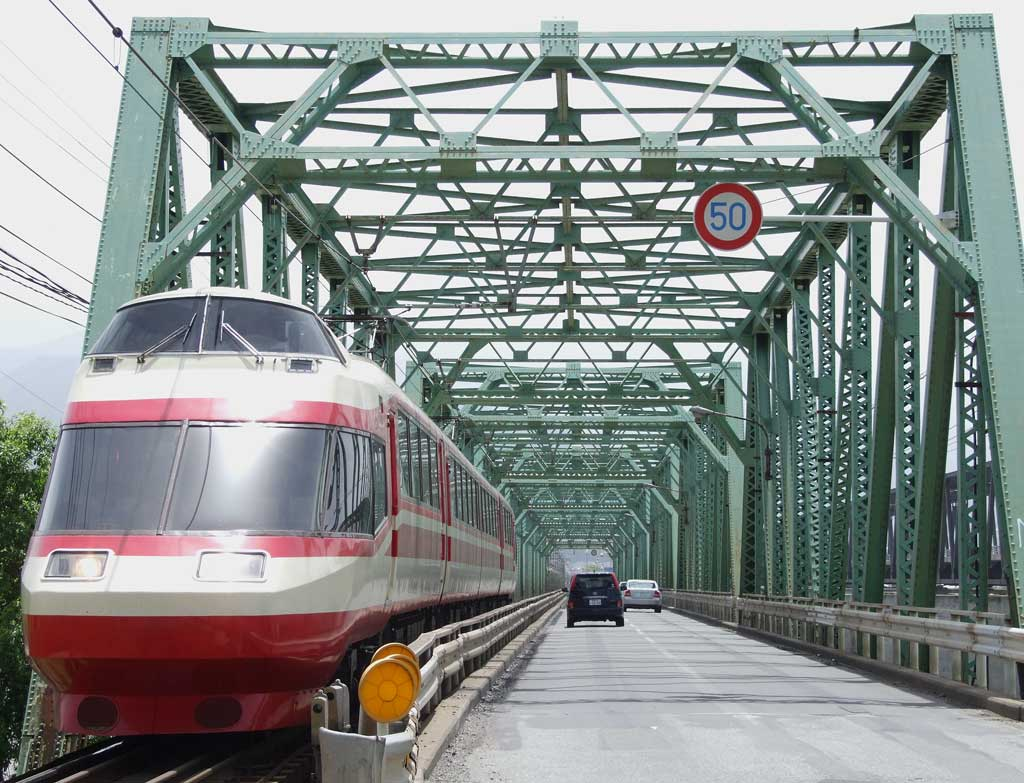
Alte Murayama-Brücke (2007)

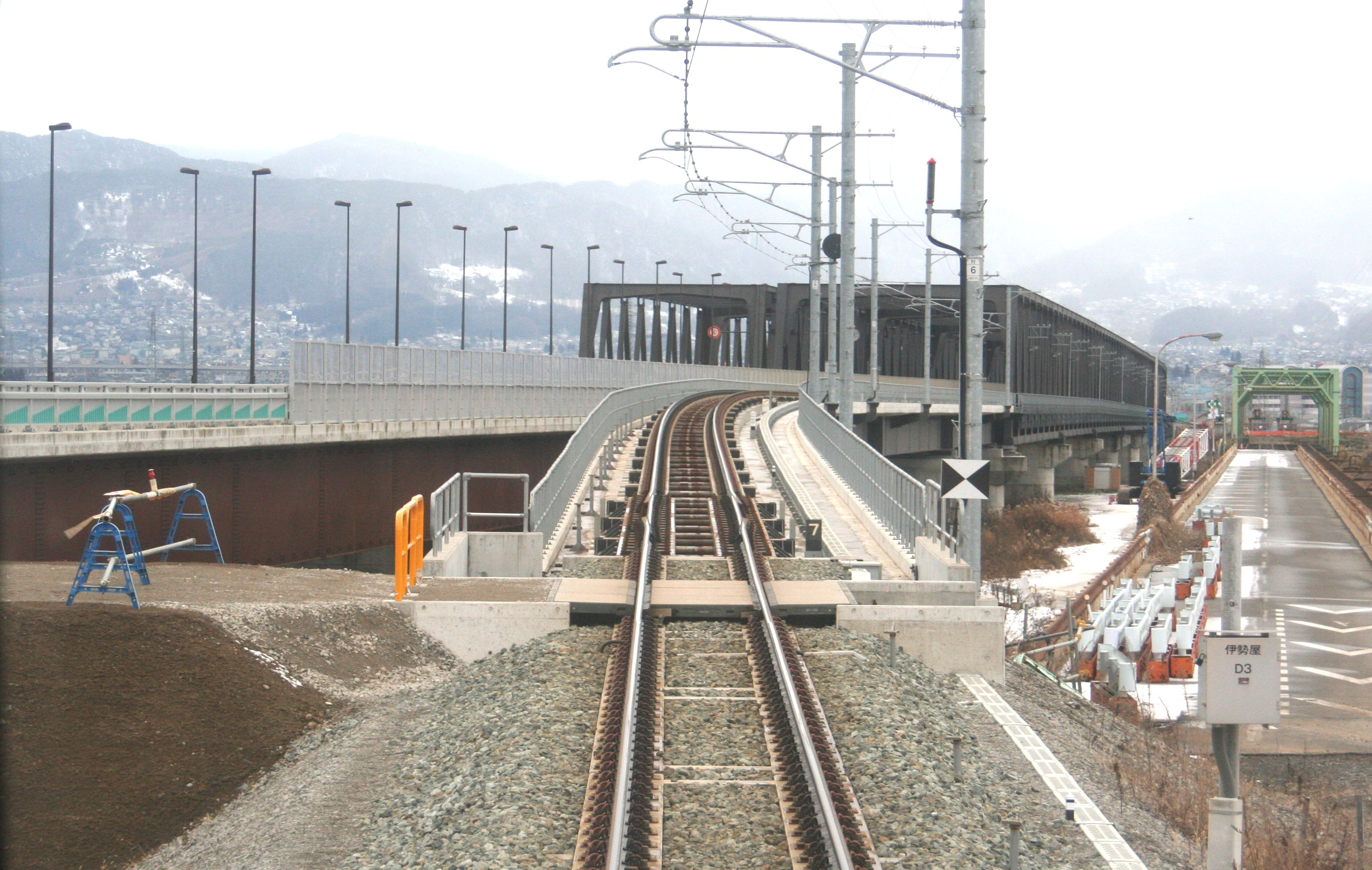
Neue und alte Murayama-Brücke (2011)

● = alle Züge halten hier; ǀ = Schnellzüge fahren ohne Halt durch
| Name | Name                            | km   | B | A S | Anschlusslinien                                                                                    | Lage   | Ort        |
| ---- | ------------------------------- | ---- | - | --- | -------------------------------------------------------------------------------------------------- | ------ | ---------- |
| N1   | Nagano (長野)                   | 00,0 | ● | ●   | Hokuriku-Shinkansen Shin’etsu-Hauptlinie Chūō-Hauptlinie Shinonoi-Linie Iiyama-Linie Shinano-Linie | Koord. | Nagano     |
| N2   | Shiyakusho-mae (市役所前)       | 00,4 | ● | ǀ   | | Koord. | Nagano     |
| N3   | Gondō (権堂)                    | 01,0 | ● | ●   | | Koord. | Nagano     |
| N4   | Zenkōjishita (本郷)             | 01,6 | ǀ | ǀ   | | Koord. | Nagano     |
| N5   | Hongō (善光寺下)                | 02,7 | ● | ǀ   | | Koord. | Nagano     |
| N6   | Kirihara (桐原)                 | 03,6 | ǀ | ǀ   | | Koord. | Nagano     |
| N7   | Shinano-Yoshida (信濃吉田)      | 04,3 | ● | ǀ   | | Koord. | Nagano     |
| N8   | Asahi (朝陽)                    | 06,3 | ● | ǀ   | | Koord. | Nagano     |
| N9   | Fuzokuchūgakkō-mae (附属中学前) | 07,0 | ǀ | ǀ   | | Koord. | Nagano     |
| N10  | Yanagihara (柳原)               | 08,0 | ǀ | ǀ   | | Koord. | Nagano     |
| N11  | Murayama (村山)                 | 10,0 | ǀ | ǀ   | | Koord. | Suzaka     |
| N12  | Hino (日野)                     | 11,0 | ǀ | ǀ   | | Koord. | Suzaka     |
| N13  | Suzaka (須坂)                   | 12,5 | ● | ●   | | Koord. | Suzaka     |
| N14  | Kita-Suzaka (北須坂)            | 15,0 | ǀ | ǀ   | | Koord. | Suzaka     |
| N15  | Obuse (小布施)                  | 17,5 | ● | ●   | | Koord. | Obuse      |
| N16  | Tsusumi (都住)                  | 18,6 | ǀ | ǀ   | | Koord. | Obuse      |
| N17  | Sakurazawa (桜沢)               | 21,3 | ǀ | ǀ   | | Koord. | Nakano     |
| N18  | Entoku (延徳)                   | 23,3 | ǀ | ǀ   | | Koord. | Nakano     |
| N19  | Shinshū-Nakano (信州中野)       | 25,6 | ● | ●   | | Koord. | Nakano     |
| N20  | Nakano-Matsukawa (中野松川)     | 27,0 | ǀ | ǀ   | | Koord. | Nakano     |
| N21  | Shinano-Takehara (信濃竹原)     | 29,3 | ǀ | ǀ   | | Koord. | Nakano     |
| N22  | Yomase (夜間瀬)                 | 30,4 | ǀ | ǀ   | | Koord. | Yamanouchi |
| N23  | Kamijō (上条)                   | 31,8 | ǀ | ǀ   | | Koord. | Yamanouchi |
| N24  | Yudanaka (湯田中)               | 33,2 | ● | ●   | | Koord. | Yamanouchi |